# Oporinia regressa
Oporinia regressa är en fjärilsart som beskrevs av Harris 1933. Oporinia regressa ingår i släktet Oporinia och familjen mätare. Inga underarter finns listade i Catalogue of Life.